# وریور
وریور (به انگلیسی: Veraiyur) یک زیستگاه انسانی در هند است که در Tiruvannamalai district واقع شده‌است.